# 1907년 1월 러시아 총선
1907년 1월 러시아 총선은 유화책으로 소집된 초대 두마가 개혁을 요구하자, 차르 정부가 이를 해산시키면서 새로 의회를 소집하기 위해 치러진 총선이다.

## 선거 결과
| 정당           | 의석수 |
| -------------- | ------ |
| 트루도비크     | 104석  |
| 입헌민주당     | 98석   |
| 자치주의자     | 76석   |
| 사회민주노동당 | 65석   |
| 사회혁명당     | 37석   |
| 10월 17일 연합 | 32석   |
| 우익           | 22석   |
| 코사크연합     | 17석   |
| 대중사회당     | 16석   |
| 민주개혁당     | 1석    |
| 무소속         | 50석   |
| 합계           | 518석  |